# A las 7
A las 7  fue un noticiero argentino. Fue emitido por el canal 10 de Tucumán desde 2002 hasta 2003, de 2004 a 2017 por el Canal 8 de Tucumán y desde 2018 hasta 2020 América Tucumán. Desde 2012 hasta 2017, utilizaba gráficas similares al noticiero porteño Baires Directo, convirtiéndolo en la versión local del programa. Fue conducido por el periodista Carlos Rojkés desde sus inicios y con Gisele Arenas como locutora.
Rojkés estaba acompañado por Fernando Pazos, quien presentaba las noticias, con la ayuda de Karina Ponce, con la información general del programa. Juan Andrés Villagra se encargaba de presentar las noticias de los diarios de internet, Maria Arancibia era la encargada de realizar la cobertura en vivo desde la Plaza Independencia de Tucumán. En la parte deportiva tuvo como columnista a Félix Cerrutti, quien hablaba de deportes según los partidos jugados, aunque en algunas ocasiones fue reemplazado por Jorge Lobo. Sin embargo Cerrutti, tras la salida del programa de Canal 8 y su paso a América, no continuó en el ciclo; su lugar fue tomado por el periodista Emiliano Almirón.
Gisele Arenas es la presentadora de las noticias del mundo del espectáculo provincial, nacional e internacional, y además es la locutora del programa. Las noticias agropecuarias fueron presentadas por la periodista Gabriela Medina.
Se emitía de lunes a viernes de 7:00am a 10:00am.

## Programa
El programa empezó a emitirse en 2002 por Canal 10 de Tucumán, sin embargo a principios de 2004 pasó a Canal 8, donde se mantuvo por el término de trece años en el aire, hasta que el programa fue cancelado de la emisora a fines de 2017 y pasó a principios de 2018 a América. Como su nombre lo dice, se emite a las 7:00am. Mantendría siempre el mismo horario en todas las emisoras por las cuales el programa fue emitido.
Carlos Rojkés, hasta el año 2003, trabajó en canal 10 como conductor de TV Prensa, principal noticiero de esa emisora. Finalmente en 2004, el periodista se trasladó al Canal 8, emisora propiedad del Grupo Telefe.
Por su parte, el coconductor Fernando Pazos, uno de los históricos del programa, trabajó como periodista y conductor de División Noticias (actual Vivo Tucumán) el noticiero del entonces canal 8. Ante la renovación de conductores en la estación, el canal decide mover al periodista a A las 7, donde se mantuvo durante los trece años que el programa estuvo al aire en la emisora local de Telefe.
Sin embargo el 29 de diciembre de 2017, el programa fue cancelado de manera sorpresiva (el cual fue reemplazado en 2018 por Vivo Tucumán, la versión local de #BuenTelefe). Sin embargo retornaría tres meses después, el 16 de abril de 2018, pero esta vez en la pantalla de América.
El 14 de diciembre de 2020, el conductor del programa, Carlos Rojkés, falleció por Covid-19.  Días después, el programa salió del aire, pero manteniendo la página web en línea,su perfil de X y las promos en YouTube de elochoTV.
En ese mismo año 2020 para rescatar el noticiero,TiinXD2003 trajo A Las 7 de regreso.